# アイルランド系アルゼンチン人
アルゼンチンにおけるアイルランド移民は、アルゼンチンへの移民とアイルランド人のディアスポラの断章である。アイルランド人はミッドランズ、ウェクスフォード、及びアイルランドの多くの郡から主に1830年から1930年までにかけてアルゼンチンに到来し、最大の波は1850年から1870年のものだった。近代アイルランド系アルゼンチン人のコミュニティは彼らの一部によって設立され、総計で700,000人と推計されている。アルゼンチンは世界で5番目に大きいアイルランド系のコミュニティが存在する国である

。

## 著名なアイルランド系アルゼンチン人
- ギリェルモ・ブラウン - 海軍提督
- チェ・ゲバラ - 革命家
- エデルミロ・フリアン・ファーレル（英語版）
- マリア・エレナ・ワルシュ - 作家
- ロドルフォ・ワルシュ（英語版） - 作家、ジャーナリスト
- リカルド・ロペス・ムルフィ - 政治家、大統領候補者
- パチョ・オドンネル - 作家
- カミーラ・オゴルマン（英語版）
- ロブ・スミス - アルゼンチン生まれのアイルランドのミュージシャン
- バレリア・リンチ - 歌手
- ダルマシオ・ベレス・サルスフィールド - アルゼンチン民法の制定者
- サンティアゴ・フェラン（英語版） - ラグビー選手

### アイルランド人司祭
- アントニー・ドミニク・ファイ (1805-1871)
- パトリック・ジョゼフ・ディロン（英語版） (1842-1889)

### その他
- フアン・ディロン (1819-1887)

## 脚註
1. ↑  CasaHistoria.net Immigrants in Argentina from Great Britain & the British Empire (links)
2. ↑  Saint Patrick's Day in Buenos Aires, Argentina[リンク切れ]
3. ↑  Ireland and Latin America
4. ↑  Longford Westmeath Argentina Society Archived 2009年7月13日, at the Wayback Machine.
5. ↑  The Irish Times special report